# Суворовцы (Кировская область)
Суворовцы — деревня в Белохолуницком районе Кировской области. Входит в Всехсвятское сельское поселение.

## География
Находится на расстоянии примерно 21 километр по прямой на север от районного центра города Белая Холуница.

## История
Известна с 1802 года, когда здесь был учтено 6 дворов и 23 жителя мужского пола. В 1873 году дворов 11, жителей 90, в 1905 году дворов 24 и жителей 170, в 1926 22 и 157 соответственно, в 1950 28 и 78. В 1989 году проживало 2 человека.

## Население
Постоянное население  составляло 2 человека (русские 100%) в 2002 году, 0 в 2010.